# العلاقات السلوفينية النيوزيلندية
العلاقات السلوفينية النيوزيلندية هي العلاقات الثنائية التي تجمع بين سلوفينيا ونيوزيلندا.

## مقارنة بين البلدين
هذه مقارنة عامة ومرجعية للدولتين:
| وجه المقارنة                                              | سلوفينيا                                                      | نيوزيلندا                                              |
| --------------------------------------------------------- | ------------------------------------------------------------- | ------------------------------------------------------ |
| المساحة (كم2)                                             | 20.27 ألف                                                     | 268.02 ألف                                             |
| عدد السكان (نسمة)                                         | 2.07 مليون                                                    | 4.24 مليون                                             |
| الكثافة السكانية (ن./كم²)                                 | 102.12                                                        | 15.82                                                  |
| العاصمة                                                   | ليوبليانا                                                     | ويلينغتون، أوكلاند                                     |
| اللغة الرسمية                                             | اللغة السلوفينية، اللغة الإيطالية، لغة مجرية                  | لغة إنجليزية، اللغة الماورية، لغة الإشارة النيوزيلندية |
| العملة                                                    | يورو، تولار سلوفيني                                           | دولار نيوزيلندي، الجنيه النيوزيلندي                    |
| الناتج المحلي الإجمالي (بليون دولار)                      | 48.77 مليار                                                   | 205.85 مليار                                           |
| الناتج المحلي الإجمالي (تعادل القوة الشرائية) بليون دولار | 66.01 مليار                                                   |                                                        |
| الناتج المحلي الإجمالي الاسمي للفرد دولار أمريكي          | 20.73 ألف                                                     |                                                        |
| الناتج المحلي الإجمالي للفرد دولار أمريكي                 | 30.40 ألف                                                     |                                                        |
| مؤشر التنمية البشرية                                      | 0.880                                                         | 0.914                                                  |
| رمز المكالمات الدولي                                      | +386                                                          | +64                                                    |
| رمز الإنترنت                                              | .si                                                           | .nz                                                    |
| المنطقة الزمنية                                           | توقيت وسط أوروبا، ت ع م+01:00، ت ع م+02:00، أوروبا/ليوبليانا ‏ | ت ع م+13:00، ت ع م+12:00                               |

## منظمات دولية مشتركة
يشترك البلدان في عضوية مجموعة من المنظمات الدولية، منها:
| علم المنظمة | اسم المنظمة                               | تاريخ انضمام سلوفينيا | تاريخ انضمام نيوزيلندا |
| ----------- | ----------------------------------------- | --------------------- | ---------------------- |
|             | وكالة ضمان الاستثمار متعدد الأطراف        | 19 مارس 1993          | 22 أبريل 2008          |
|             | منظمة التعاون الاقتصادي والتنمية          | ?                     | ?                      |
|             | الأمم المتحدة                             | 22 مايو 1992          | 24 أكتوبر 1945         |
|             | الفريق المعني برصد الأرض                  | ?                     | ?                      |
|             | منظمة حظر الأسلحة الكيميائية              | ?                     | ?                      |
|             | منظمة التجارة العالمية                    | ?                     | ?                      |
|             | منظمة الشرطة الجنائية الدولية             | ?                     | ?                      |
|             | مؤسسة التنمية الدولية                     | 25 فبراير 1993        | 1 أكتوبر 1974          |
|             | يونسكو                                    | 27 مايو 1992          | 4 نوفمبر 1946          |
|             | الاتحاد البريدي العالمي                   | ?                     | ?                      |
|             | البنك الدولي للإنشاء والتعمير             | 25 فبراير 1993        | 31 أغسطس 1961          |
|             | المنظمة الهيدروغرافية الدولية             | ?                     | ?                      |
|             | الاتحاد الدولي للاتصالات                  | 16 يونيو 1992         | 3 يونيو 1878           |
|             | مؤسسة التمويل الدولية                     | 25 فبراير 1993        | 31 أغسطس 1961          |
|             | المركز الدولي لتسوية المنازعات الاستشارية | 6 أبريل 1994          | 2 مايو 1980            |
|             | مجموعة أستراليا                           | 2004                  | 1985                   |
|             | مجموعة الموردين النوويين                  | ?                     | ?                      |

## وصلات خارجية
- موقع وزارة الخارجية السلوفينية
- موقع وزارة الخارجية النيوزيلندية